# Watch
«Watch» (estilizado en minúsculas) —en español: «Mira»— es una canción de la cantante y compositora estadounidense Billie Eilish escrita y producida por Finneas O'Connell de su EP debut, Don't Smile at Me (2017). Fue lanzada de la mano de Darkroom e Interscope Records para su descarga digital y emisión en línea (streaming) el 30 de junio de 2017 como tercer sencillo de su extended play.
Siendo musicalmente una balada pop, la letra introduce a la artista dejando una relación tóxica. El tema recibió el reconocimiento de disco de platino en los Estados Unidos, Australia y Canadá por la Recording Industry Association of America (RIAA), la Australian Recording Industry Association (ARIA) y Music Canada (MC), respectivamente. Por otro lado, el videoclip fue lanzado el 18 de septiembre de 2017 siendo dirigido por Megan Park, en esta, Eilish prende fuego a los restos de una relación tóxica y abandona a su examante. Además con fines promocionales, fue interpretada en vivo durante su gira Where Do We Go? World Tour en 2019.

## Antecedentes y composición
El 30 de junio de 2017, se difundió la pista para su descarga digital y emisión en línea (streaming) con el sello de Darkroom e Interscope Records como tercer sencillo del EP debut Don't Smile at Me (2017) casi dos meses antes del lanzamiento del último. Fue escrita y producida por el hermano de Eilish, Finneas O'Connell, asimismo, la masterización y la mezcla estuvo a cargo del personal de estudio, John Greenham y Rob Kinelski, respectivamente.

## Recepción comercial
La pista alcanzó la certificación de platino en Australia en 2019. El 14 de febrero de 2019, la pista consiguió la certificación de oro en Canadá, mientras que el 29 de abril se certificó con el disco de platino. El 27 de septiembre de 2019, alcanzó la certificación de oro en Estados Unidos por la venta de más de 500.000 ejemplares.

## Video musical y presentaciones en vivo
El videoclip de la canción fue lanzado el 18 de septiembre de 2017 siendo dirigido por la actriz canadiense Megan Park donde Eilish prende fuego a los restos de una relación tóxica y abandona a su examante. La artista declaró en una entrevista con la revista Vice que a Park se le ocurrió la idea de estar sentada en una habitación durante el video: «Ves que esa habitación está justo enfrente de la escalera donde me estoy quemando. Y me levanto y camino hacia la otra [escalera] que representa al viejo yo, que está herido y desconsolado por este chico, y no puede hacer nada sin pensar en esta persona. Y el nuevo yo lo ha superado. Así que me acerqué al viejo yo y le dije: Que te jodan, te voy a prender fuego ahora».
El tema fue interpretado en vivo durante las giras 1 By 1 Tour y más adelante en la When We All Fall Asleep Tour (2019).

## Créditos y personal
- Billie Eilish: voz
- Finneas O'Connell: productor, composición
- John Greenham: ingeniero de masterización, personal de estudio
- Rob Kinelski: mezclador, personal de estudio

Fuente: Créditos adaptados de las notas de álbum de Don't Smile at Me.

## Posicionamiento en listas

### Anuales
| Listas (2019)  | Posición |
| -------------- | -------- |
| Portugal (AFP) | 782      |

## Certificaciones
| País (organismo certificador) | Certificación | Unidades certificadas |
| ----------------------------- | ------------- | --------------------- |
| Australia (ARIA)              | Platino       | 70 000                |
| Canadá (Music Canada)         | Platino       | 80 000                |
| Estados Unidos (RIAA)         | Platino       | 1 000 000             |
| México (AMPROFON)             | Oro           | 30 000                |
| Polonia (ZPAV)                | Oro           | 10 000                |
| Reino Unido (BPI)             | Plata         | 200 000               |